# Simon Eine
Simon Eine est un acteur français né le 8 août 1936 à Paris et mort le 30 septembre 2020 à Nice. En 60 années de carrière, il a interprété près de cent cinquante rôles et signé plus d’une dizaine de mises en scène.

## Biographie
Simon Eine est né le 8 août 1936 à Paris, d'Alter ben Sion Eine, tailleur juif polonais arrivé en France en 1933, et de Hélène Eine, née Lubel, née à Varsovie. L'occupation allemande contraint sa famille « apatride, réfugiée provenant d'Allemagne » à quitter Paris pour Clermont-Ferrand puis Nice, en zone libre. En 1943, sa mère est arrêtée et déportée sans retour à Auschwitz. Son frère Léo est déporté également. Il est pris en charge par l'OSE (Œuvre de secours aux enfants), le réseau René et le réseau Marcel, caché sous le nom de "Simon Reine", d'abord à Digne, puis à La Motte-du-Caire où son père, reste caché à Nice, viendra le chercher à la fin de la guerre. Ce passé tragique ne sera révélé qu'à l'âge de 76 ans dans son livre Des étoiles plein les poches.
En 1951, à 15 ans, il quitte Nice pour Paris et vit avec son père rue Charles V dans le quartier du Marais. Après avoir exercé dix métiers, dont apprenti-horloger, aide-mécanicien et apprenti-couturier,, il découvre à 17 ans le Théâtre national populaire de Jean Vilar. Il prend ses premières leçons de théâtre, d'abord au Cours Dullin, puis au Centre d'Art Dramatique et enfin au Conservatoire national d'art dramatique dans la classe de Jean Yonnel où son talent est récompensé au concours de juillet 1960 par trois prix distincts (un de tragédie et deux de comédie) et un engagement à la Comédie-Française.
À la Comédie-Française, il reprend les rôles classiques de Titus dans Bérénice, Dorante dans Les Fausses Confidences, Ruy Blas puis Don Saluste dans Ruy Blas, Philinte et Alceste du Misanthrope, Oronte dans L’École des femmes... sur des textes de Shakespeare, Corneille, Marivaux, Victor Hugo, Samuel Beckett, Jean Giraudoux mais aussi Musset, Tchekov, Goldoni, Courteline, Feydeau...
Il met également en scène de nombreuses pièces dont La Surprise de l'amour de Marivaux, On ne badine pas avec l'amour de Musset, Le Misanthrope puis Les Femmes savantes de Molière...
Il joue et met en scène également hors Comédie-Française ainsi que pour la télévision et le cinéma, interprétant plus de cent cinquante rôles et plus d'une dizaine de mises en scène.
En 2004, il quitte la troupe de la Comédie-Française et en devient Sociétaire honoraire après 44 ans de "Maison".
En 2012, il publie le recueil de souvenirs Des étoiles plein les poches où il raconte son enfance tragique puis son « parcours d’artisan » au sein de la Comédie-Française. Il y témoignera également de deux hommages symboliques à ses parents : en 1975, à l'occasion d'une tournée de la Comédie-Française dans les pays de l'Est il se rend à Auschwitz pour s'y recueillir en souvenir de sa mère. En 1981, à la mort de son père, il fait le don aux ateliers de fabrication de costumes de la Comédie-Française de la machine à coudre, "témoin émouvant de son enfance", offerte par son père.
En 2019, il publie un volumineux livre de souvenirs, Portraits d'Acteurs de la Comédie-Française, en hommage « aux acteurs, avec qui j'ai eu la chance de travailler, m'ont tout appris, humainement et professionnellement. Ils ont été des amis, parfois des rivaux, je les admire et je les aime ».
Il meurt le 30 septembre 2020 à Nice alors que, toujours en activité, il vient de créer le spectacle Gym Douce au théâtre de l'eau vive de Nice. Il est incinéré, et une plaque in memoriam lui rend hommage sur la sépulture familiale au cimetière du Père-Lachaise (division 72).

## Théâtre

### Comédie-Française
- Entrée à la Comédie-Française en 1960
- 449e sociétaire en 1972
- Sociétaire honoraire en 2004

#### En tant que comédien
- 1960 : Polyeucte de Corneille, mise en scène Jean Marchat
- 1962 : Bérénice de Jean Racine : Rutile (18 fois, 1962-1963)
- 1963 : La Mort de Pompée de Corneille, mise en scène Jean Marchat
- 1963 : Marie Stuart de Friedrich von Schiller, mise en scène Raymond Hermantier, création au mai musical de Bordeaux, puis reprise à la Comédie-Française
- 1963 : Crime et Châtiment de Dostoïevski, rôle de Razoumikhine, mise en scène Michel Vitold
- 1963 : Bérénice de Jean Racine : Titus (4 fois, 1963) ; Arsace (23 fois de 1963 à 2011)
- 1964 : Cyrano de Bergerac d'Edmond Rostand, mise en scène Jacques Charon
- 1964 : Donogoo de Jules Romains, mise en scène Jean Meyer
- 1965 : Le Songe d'une nuit d'été de Shakespeare, mise en scène Jacques Fabbri
- 1965 : L'Orphelin de la Chine de Voltaire, mise en scène Jean Mercure
- 1966 : La Soif et la faim d'Eugène Ionesco, mise en scène Jean-Marie Serreau
- 1966 : Le Jeu de l'amour et de la mort de Romain Rolland, mise en scène Jean Marchat
- 1967 : Don Juan de Molière, mise en scène Antoine Bourseiller
- 1967 : La Commère de Marivaux, mise en scène Michel Duchaussoy
- 1967 : Cyrano de Bergerac d'Edmond Rostand, mise en scène Jacques Charon
- 1967 : Le Menteur de Corneille, mise en scène Jacques Charon
- 1968 : Le Joueur de Jean-François Regnard, mise en scène Jean Piat
- 1968 : Ruy Blas de Victor Hugo, mise en scène Raymond Rouleau
- 1969 : Les Italiens à Paris de Charles Charras et André Gille d'après Évariste Gherardi, mise en scène Jean Le Poulain
- 1969 : L'Avare de Molière, mise en scène Jean-Paul Roussillon, rôle de Valère
- 1970 : Le Songe d'August Strindberg, mise en scène Raymond Rouleau
- 1971 : Les Sincères de Marivaux, mise en scène Jean-Laurent Cochet
- 1971 : Ruy Blas de Victor Hugo, mise en scène Raymond Rouleau, Comédie-Française au Théâtre de l'Odéon
- 1972 : La Commère de Marivaux, mise en scène Michel Duchaussoy
- 1972 : Le Maître de Santiago de Henry de Montherlant, mise en scène Michel Etcheverry
- 1972 : La Fille bien gardée d'Eugène Labiche et Marc-Michel, mise en scène Jean-Laurent Cochet
- 1972 : Le Médecin malgré lui de Molière, mise en scène Jean-Paul Roussillon
- 1972 : Richard III de Shakespeare, mise en scène Terry Hands[20]
- 1974 : Andromaque Actes I & II de Racine, mise en scène Jean-Paul Roussillon, Comédie-Française au Petit Odéon
- 1974 : Polyeucte de Corneille, mise en scène Michel Bernardy, Comédie-Française au Théâtre des Champs-Élysées
- 1974 : Hernani de Victor Hugo, mise en scène Robert Hossein
- 1975 : Le Misanthrope de Molière, mise en scène Jean-Luc Boutté et Catherine Hiegel, tournée
- 1976 : La Commère de Marivaux, mise en scène Jean-Paul Roussillon
- 1976 : Cyrano de Bergerac de Edmond Rostand, mise en scène Jean-Paul Roussillon
- 1977 : Le Cid de Corneille, mise en scène Terry Hands
- 1979 : Les Trois Sœurs de Anton Tchekhov, mise en scène Jean-Paul Roussillon, Comédie-Française au Théâtre de l'Odéon
- 1979 : Bérénice de Jean Racine, mise en scène Jean-François Rémi : Antiochus (36 fois, 1979-1980)
- 1980 : Simul et singulis, Soirée littéraire consacrée au Tricentenaire de la Comédie-Française, mise en scène Jacques Destoop
- 1981 : La Dame de chez Maxim de Georges Feydeau, mise en scène Jean-Paul Roussillon
- 1981 : Médée d'Euripide, mise en scène Jean Gillibert, Festival d'Avignon, Comédie-Française au Théâtre de l'Odéon[21]
- 1981 : Lectures autour de Médée d'après Sigmund Freud, direction artistique Jean Gillibert, Festival d'Avignon
- 1983 : Amphitryon , de Molière, mise en scène Philippe Adrien[22]
- 1984 : Sarcasme, d'après Un homme exemplaire de Yves Laplace, mise en scène Hervé Loichemol, Odéon-Théâtre de l'Europe[23]
- 1985 : L'imprésario de Smyrne de Carlo Goldoni, mise en scène Jean-Luc Boutté[24]
- 1986 : Le menteur de Pierre Corneille, mise en scène Alain Françon[25]
- 1987 : Turcaret de Alain-René Lesage, mise en scène Yves Gasc[26]
- 1987 : La Folle de Chaillot d'après Jean Giraudoux, Sarlat Place de la Liberté, et Chambéry Espace Curial[27],[28]
- 1988 : La guerre de Troie n'aura pas lieu de Jean Giraudoux, mise en scène Raymond Gérôme[29]
- 1989 : Britannicus de Racine, mise en scène Jean-Luc Boutté[30]
- 1989 : Le Misanthrope de Molière, mise en scène Simon Eine[31]
- 1989 : Comme il vous plaira de Shakespeare, mise en scène Lluís Pasqual (es)[32]
- 1990 : Le Misanthrope de Molière, mise en scène Simon Eine, tournée
- 1991 : Père d'August Strindberg, mise en scène Patrice Kerbrat[33]
- 1991 : Un mari d'Italo Svevo, mise en scène Jacques Lassalle, Comédie-Française au Théâtre national de la Colline[34]
- 1992 : Antigone de Sophocle, mise en scène Otomar Krejča, Salle Richelieu
- 1993 : Le Faiseur d'Honoré de Balzac, mise en scène Jean-Paul Roussillon, Salle Richelieu[35]
- 1993 : Le prix Martin  de Eugène Labiche, mise en scène Jiří Menzel
- 1994 : Maman revient pauvre orphelin de Jean-Claude Grumberg, mise en scène Philippe Adrien, Théâtre du Vieux-Colombier[36]
- 1994 : Monsieur Bob'le de Georges Schéhadé, mise en scène Jean-Louis Benoît, Théâtre du Vieux-Colombier[37]
- 1995 : Le Square, le shaga  de Marguerite Duras, mise en scène Christian Rist, Théâtre du Vieux-Colombier[38]
- 1995 : Mille francs de récompense de Victor Hugo, mise en scène Jean-Paul Roussillon[39]
- 1996 : Mithridate de Jean Racine, mise en scène Daniel Mesguich, Théâtre du Vieux-Colombier[40]
- 1997 : La Vie parisienne de Jacques Offenbach, mise en scène Daniel Mesguich
- 1998 : Les Femmes savantes de Molière, mise en scène Simon Eine, salle Richelieu[41]
- 1998 : Mère Courage et ses enfants de Bertolt Brecht, mise en scène Jorge Lavelli, salle Richelieu[42]
- 1998 : La Tempête de Shakespeare, mise en scène Daniel Mesguich, salle Richelieu[43]
- 1999 : Mithridate de Racine, mise en scène Daniel Mesguich, Théâtre du Vieux-Colombier[44]
- 2000 : Amorphe d'Ottenburg de Jean-Claude Grumberg, mise en scène Jean-Michel Ribes, salle Richelieu[45]
- 2000 : Cinna de Corneille, mise en scène Simon Eine, salle Richelieu[46]
- 2001 : Une visite inopportune de Copi, mise en scène Lukas Hemleb, au Studio-Théâtre[47]
- 2003 : Quatre quatuors pour un week-end, texte et mise en scène Gao Xingjian, Théâtre du Vieux-Colombier[48]
- 2004 : Le conte d'hiver  de Shakespeare, mise en scène Muriel Mayette, au Studio-Théâtre[49]
- 2011 : Bérénice de Racine, mise en scène Muriel Mayette, tournée, salle Richelieu
- 2011 : L'École des femmes de Molière, mise en scène Jacques Lassalle, salle Richelieu[50]
- 2014 : George Dandin ou le Mari confondu de Molière, mise en scène Hervé Pierre, théâtre du Vieux-Colombier
- 2014 : La Jalousie du Barbouillé de Molière, mise en scène Hervé Pierre, théâtre du Vieux-Colombier

#### En tant que metteur en scène
- 1973 : L'Île des esclaves de Marivaux, Comédie-Française au théâtre des Champs-Élysées[51]
- 1975 : La Surprise de l'amour de Marivaux, Comédie-Française au théâtre Marigny [52]
- 1975 : Cinna de Corneille, Comédie-Française au Petit-Odéon
- 1977 : La Navette d'Henry Becque, salle Richelieu[53]
- 1977 : On ne badine pas avec l'amour d'Alfred de Musset, salle Richelieu[54]
- 1981 : Le Cantique des cantiques de Jean Giraudoux, Odéon-Théâtre de l'Europe[55]
- 1983 : Dialogue aux enfers entre Machiavel et Montesquieu de Maurice Joly, Odéon-Théâtre de l'Europe[56]
- 1987 : L'éternel mari de Victor Haïm à l'Odéon-Théâtre de l'Europe[57]
- 1989 : Le Misanthrope de Molière, salle Richelieu
- 1997 : Jacques ou la Soumission d'Eugène Ionesco, Studio-Théâtre[58]
- 1998 : Les Femmes savantes de Molière, salle Richelieu
- 2000 : Cinna de Corneille, salle Richelieu
- 2000 : La chambre de liège de Jean-Claude Brisville, Théâtre du Vieux-Colombier[59]

### Hors Comédie-Française
- 1956 : Don Carlos de Friedrich von Schiller, mise en scène Raymond Hermantier, théâtre du Vieux-Colombier
- 1958 : Le Soulier de satin de Paul Claudel, mise en scène Jean-Louis Barrault, théâtre du Palais-Royal
- 1961 : Les Joyeuses Commères de Windsor de William Shakespeare, mise en scène Guy Lauzin, théâtre du casino d'Enghien-les-Bains, théâtre de l'Ambigu
- 1964 :  Antoine et Cléopatre de Shakespeare, Festival international de Carthage, mise en scène Julien Bertheau
- 1964 : La Tragédie de la vengeance d'après Cyril Tourneur, mise en scène Francis Morane et Jean Serge, théâtre Sarah-Bernhardt
- 1991 : Un mari d'Italo Svevo, mise en scène Jacques Lassalle, Théâtre national de la Colline
- 1995 : Dostoievsky va à la plage de Marc Antonio de la Parra, mise en scène Frank Hoffmann (de), Théâtre national de la Colline[60]
- 2004 : ADA, l'argent des autres de Jerry Sterner, mise en scène Daniel Benoin, Théâtre national de Nice[61]
- 2006 : La Marquise d'O d'Heinrich von Kleist, mise en scène Lukas Hemleb, Comédie de Valence, Le Cratère Alès, Maison de la culture de Bourges, Maison de la Culture d'Amiens, théâtre Gérard-Philipe, tournée
- 2008 : Rêve d'automne de Jon Fosse, mise en scène David Géry, théâtre de l'Athénée Louis-Jouvet
- 2009 : Autres fragments, esquisse d'un portrait de Roland Barthes, mise en scène Simon Eine, Chalon-sur-Saône, avec Simon Eine[62]
- 2013 : La guerre de Troie n'aura pas lieu de Jean Giraudoux, mise en scène Francis Huster, tournée
- 2014 : Lorenzaccio d'Alfred de Musset, mise en scène Francis Huster, tournée
- 2020 : Gym Douce, comédie de Simon Eine, au théâtre de l'eau vive de Nice

## Filmographie

### Cinéma
- 1971 : Les Stances à Sophie, de Moshé Mizrahi : Hervé
- 1977 : Un autre homme, une autre chance de Claude Lelouch[63]
- 1988 : La Lectrice, de Michel Deville
- 1988 : Catherine de Médicis de Yves André Hubert[64]
- 1989 : L'Autrichienne de Pierre Granier-Deferre[65]
- 1989 : Jeanne d'Arc de Pierre Badel[64]
- 1990 : Les Hordes de Jean-Claude Missiaen[64]
- 1992 : RSVP de P. Barzman[64]
- 1992 : Descente aux enfers de Dominique Tabuteau[64]
- 1992 : Fin de droit de Dominique Tabuteau[64]
- 1997 : La Nuit du destin d'Abdelkrim Bahloul[65],[64]
- 1999 :  Duval de B. van Effenterre[64]
- 1999 : Une nouvelle vie de Philippe Monnier[64]
- 1999 : La Mort oubliée de Bertrand van Effenterre[64]
- 2000 : Largo Winch de J.P. Prevost[64]
- 2001 : Requiem de Hervé Renoh[65]
- 2003 : Notre musique de Jean-Luc Godard[65]
- 2003 : Le Tuteur : promenade de santé de Roger Kahane[64]
- 2010 : Elle s'appelait Sarah de Gilles Paquet-Brenner
- 2011 : Celles qui aimaient Richard Wagner de Jean-Louis Guillermou

### Doublage
- 2011 : Le Sang des Templiers : l'abbé Marcus (Marcus Hoyland)

### Télévision
- 1965 : Le Roi Lear de Jean Kerchbron (téléfilm) : Edmond
- 1968 : Au théâtre ce soir : Le commissaire est bon enfant de Georges Courteline, mise en scène Jean-Paul Roussillon, réalisation Pierre Sabbagh, théâtre Marigny (spectacle de la Comédie-Française)
- 1968 : Le Théâtre de la jeunesse : Le Capitaine Fracasse réalisé par Philippe Joulia : Baron de Sigoniac / Fracasse
- 1970 : Au théâtre ce soir : Un fil à la patte de Georges Feydeau, mise en scène Jacques Charon, réalisation Pierre Sabbagh, théâtre Marigny (spectacle de la Comédie-Française)
- La Lumière noire de Pierre Viollet[64]
- 1980 : Le Jeune Homme vert (série télévisée) de R.Pigaut[64]
- 1989 : Jeanne d'Arc, le pouvoir et l'innocence de Pierre Badel : Regnault de Chartres
- 1990 : Les Hordes (série télévisée) de Jean-Claude Missiaen
- 1993 : Nestor Burma (série télévisée), saison 2, épisode 7 : Retour au bercail : Wilfried, l'inspecteur de police[64]
- 2007 : Les interminables (série télévisée) : Joss "J.R." Randal[66]

## Discographie
- Molière par les Comédiens Français, Comédie-Française : 13 disques 33 tours, 30 cm - 1974, Pathé-Marconi EMI - Avec M. Ancel, Michèle André, Jean-Claude Arnaud, René Arrieu, Michel Aumont, Alberte Aveline, Jean-Pierre Barlier, François Beaulieu, Marco Béhar, Léon Bernard, Michel Bernardy, Georges Berr, Pierre Bertin, Micheline Boudet, Berthe Bovy, Béatrice Bretty, André Brunot, Jacques Buron, René Camoin, Geneviève Casile, Georges Chamarat, Jacques Charon, Andrée de Chauveron, Louise Conte, Jean Croué, Bérengère Dautun, Jean Debucourt, Paul-Émile Deiber, Lise Delamare, Denis-d'Inès, Georges Descrières, Jacques Destoop, Simon Eine, Maurice Escande, Michel Etcheverry, Louis Eymond, Jacques Eyser, Maurice de Féraudy, Yvonne Gaudeau, Denise Gence, Annie Girardot, Catherine Hiegel, Robert Hirsch, Jean-Louis Jemma, Albert Lambert, Marie Leconte, Serge Maillat, Mary Marquet, Ludmila Mikaël, Emmanuelle Milloux, Jean-Luc Moreau, Paule Noëlle, Philippe Noessen, Hélène Perdrière, Jean Piat, Alain Pralon, Jacques Rameau, Henri Rollan, Jean-Paul Roussillon, Catherine Salviat, Catherine Samie, Françoise Seigner, Louis Seigner, Jacques Sereys, Charles Siblot, Jean-Noël Sissia, Jacques Toja, Marcel Tristani, Claude Winter[67]
- Polyeucte, de Corneille : 1 disque 33 tours, 30 cm - S.n., s.d. - Avec Jean-Roger Caussimon, Jacques Destoop, Simon Eine, René Farabet, Nita Klein, Pierre Vaneck, Pierre Delbon[68]
- Le Songe d'une nuit d'été, de Shakespeare : 1 disque 33 tours, 30 cm - 1986, Milan music - Avec Michel Aumont, Alberte Aveline, Laurent Blanchard, Simon Eine, Richard Fontana, Thierry Hancisse, Laurent Laboret, Susana Lago, Yann Piton, Bruno Valour, Vincent Vernillat[69]
- Horace, de Pierre Corneille : 2 cassettes audio - 1988, Radio France, Auvidis - Avec François Beaulieu, Fanny Delbrice, Joël Demarty, Simon Eine, Michel Etcheverry, Christine Fersen, Claude Giraud, Gérard Nicolai, Nicolas Silberg, Claude Winter[67]
- Dialogue aux enfers entre Machiavel et Montesquieu de Maurice Joly : 2 cassettes audio - 1988, Radio France, Auvidis - Avec François Chaumette, Simon Eine, Michel Etcheverry, Yves Gasc, Alain Pralon, Jean-François Rémi[67]
- Les Femmes savantes, de Molière : 1 cassette audio - 1988, Radio France - Avec Louis Arbessier, Jean-Luc Boutté, François Chaumette, Dominique Constanza, Simon Eine, Catherine Ferran, Denise Gence, Patrice Kerbrat, Laurent Lévy, Christine Murillo, Yves Pignot, Françoise Seigner, Jacques Sereys[67]
- L'Avare, de Molière : 2 cassettes audio - 1988, Radio France, Auvidis - Avec Raymond Acquaviva, Béatrice Agenin, René Arrieu, Michel Aumont, Marco Béhar, Simon Eine, Gérard Giroudon, Claude Mathieu, Yves Pignot (metteur en scène), Alain Pralon, Pierre-Olivier Scotto, Françoise Seigner, Jacques Seyser, Qingfang Zhang[67]
- Mon père avait raison, de Sacha Guitry : 2 cassettes audio - 1995, Radio France, Harmonia mundi France - Avec Louis Arbessier, Marcel Bozonnet, Geneviève Casile, Simon Eine, Michel Etcheverry, Grégoire Louis (acteur), Georges Montillier, Jean-François Rémi, Catherine Samie, Catherine Sauval[67]
- Autour de 2, de Stéphane Mallarmé (Mallarmé et la musique, concert de mélodie française) : 2 disques compacts - 2000, Bibliothèque nationale de France, site François Mitterrand, grand auditorium - Avec Simon Eine. Soprano : Brigitte Balleys, Pianiste : Billy Eidi[67]

## Publications
- Simon Eine, Des étoiles plein les poches, Archimbaud/Riveneuve éditions, 2012, 273 p. (ISBN 2360131087)
- Simon Eine, Humeurs variables : Le sourire du babouin et autres nouvelles, Riveneuve éditions, 2016, 271 p. (ISBN 9782360133239)
- Simon Eine, Portraits d'Acteurs de la Comédie-Française, Atmosphère, 2019, 382 p. (ISBN 978-2-36392-359-2)

## Distinctions

### Décorations
- Chevalier de la Légion d'honneur (31 décembre 1997)[70]
- Officier de l'ordre national du Mérite (14 mai 1990)[71]
- Officier de l'ordre des Arts et des Lettres[72]

### Récompenses et nominations
- 1960 : 1er Prix de Comédie moderne dans le rôle de Brutus de Jules César, Shakespeare[14],[64]
- 1960 : 2e Prix de Comédie classique dans le rôle d'Alceste du Misanthrope, Molière[14],[64]
- 1960 : 2e Prix de Tragédie dans le rôle de Titus de Bérénice, Racine[14],[64]